# Michele Paolucci
Michele Paolucci (Recanati, 6 febbraio 1986) è un dirigente sportivo, allenatore di calcio ed ex calciatore italiano, di ruolo attaccante, direttore sportivo della Fermana.

## Carriera

### Club

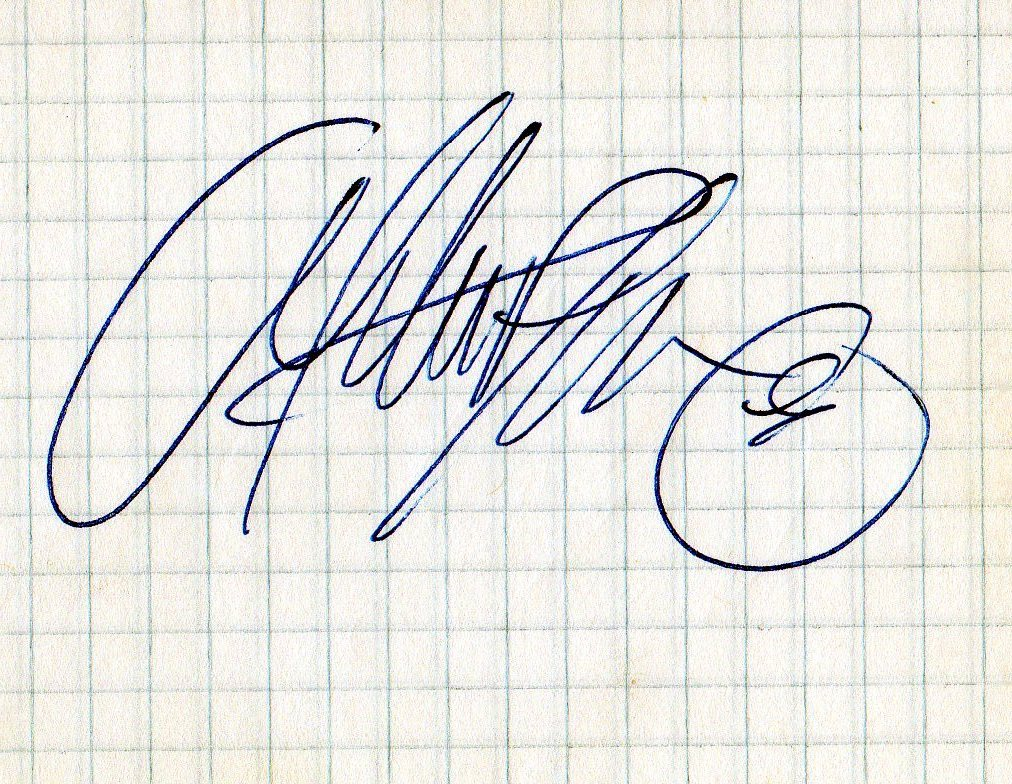
L'autografo di Paolucci

#### Inizi e Ascoli

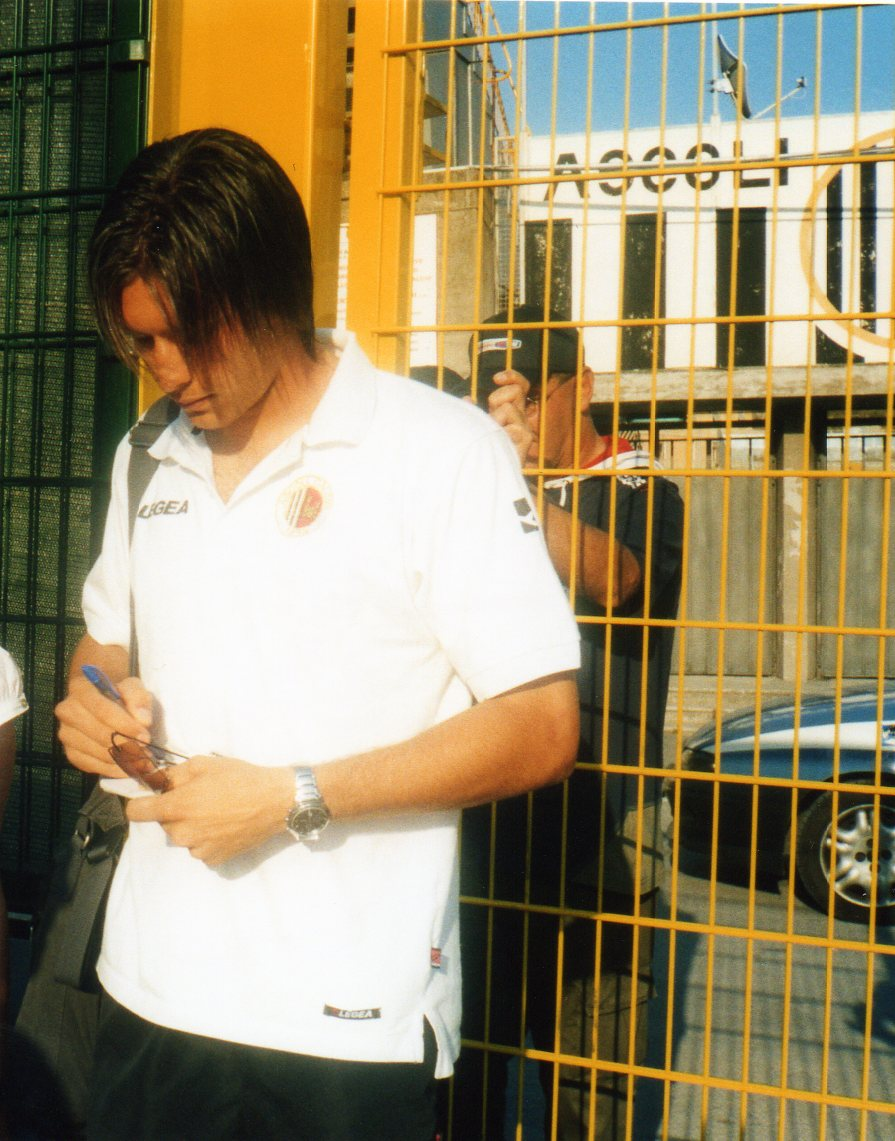
Paolucci ai tempi dell'Ascoli

Finita la trafila nel settore giovanile della Vis Civitanova (Civitanova Marche), dopo mezza stagione nelle giovanili del Tolentino, viene acquistato dalla Juventus, di cui è il migliore marcatore di ogni tempo del settore giovanile con 184 reti. Con la formazione Berretti della Juventus vince il torneo Dante Berretti nel 2003-2004, poi con la massima formazione giovanile bianconera ha vinto il Campionato Primavera 2005-2006 e perso in finale il Torneo di Viareggio 2006.
Nell'estate del 2006 viene girato in prestito all'Ascoli, con cui esordisce in Serie A il 10 settembre 2006 in Atalanta-Ascoli (3-1). Al termine della stagione conta 6 reti in 32 presenze nella massima serie. Nedo Sonetti, allora tecnico dell'Ascoli, al termine della partita con il Messina dove Paolucci realizzò una doppietta, commentò: «Mi sembra van Basten questo ragazzo».

#### Udinese e Atalanta
Terminato il prestito, nell'estate 2007 ritorna ad Udine, stavolta in compartecipazione all'Udinese, dove viene scarsamente utilizzato e quindi, dopo 2 presenze in campionato, viene girato in prestito all'Atalanta il 25 gennaio 2008. Termina la stagione con 9 presenze in campionato e 4 con due reti in Coppa Italia.
Il 24 giugno 2008 prolunga il contratto con la Juventus fino al 2013 e viene rinnovato anche l'accordo per la compartecipazione con l'Udinese. Il giorno successivo viene ceduto in prestito con diritto di riscatto della metà del cartellino al Catania.

#### Catania
La prima gara ufficiale con il Catania è datata 23 agosto 2008 in Coppa Italia contro il Parma: non è tra i titolari ma, subentrato a partita in corso, sigla una doppietta nei tempi supplementari, regalando il passaggio del turno alla squadra rossazzurra. Segna il suo primo gol stagionale in Serie A nell'anticipo della terza giornata del 20 settembre 2008, in Catania-Atalanta (1-0), proprio contro la sua ex squadra. Il 1º marzo 2009, durante il derby di Sicilia contro il Palermo (0-4), realizza la quarta ed ultima rete dei rossazzurri. Nella stessa stagione, nella partita di ritorno tra Catania e Lazio giocatasi proprio a Catania, segnò il gol vittoria, raggiungendo il suo nuovo record di gol segnati in una stagione di Serie A.

#### Siena e Juventus
Il 26 giugno 2009 la Juventus riscatta il giocatore dall'Udinese per 3,3 milioni di euro, e l'8 luglio lo cede sempre in compartecipazione per la cifra di 3,5 milioni di euro al Siena. In Toscana gioca 10 partite segnando 2 reti in campionato fino a quando, il 15 gennaio, il Siena cede in prestito il giocatore, non ritenuto titolare, fino al termine della stagione alla Juventus, ancora proprietaria della metà del cartellino e interessata a rinforzare il reparto d'attacco decimato da una lunga serie di infortuni. Debutta due giorni dopo nella partita a Verona contro il ChievoVerona (1-0 per gli scaligeri) giocando titolare accanto ad Alessandro Del Piero: si è trattato dell'esordio in prima squadra per colui che era cresciuto nelle giovanili bianconere. Chiude l'esperienza juventina con 4 presenze in campionato ed una in Coppa Italia.

#### Ritorno al Siena e i prestiti a Palermo e Vicenza
Il 25 giugno 2010 viene rinnovata la compartecipazione tra le due società e il calciatore torna al Siena, nel frattempo retrocessa in Serie B. Dopo una sola partita di campionato, ovvero Siena-Atalanta (1-0) disputata il 18 settembre 2010 e valida per la quinta giornata, il 31 gennaio 2011, ultimo giorno della sessione invernale del calciomercato, Siena e Juventus prestano il giocatore al Palermo, compagine di Serie A in cerca di un attaccante per rinforzare il reparto decimato da una lunga serie di infortuni, fino al termine della stagione. Due giorni dopo esordisce con la maglia del Palermo in occasione della partita casalinga contro la Juventus vinta dai rosanero per 2-1 valevole per la 23ª giornata di campionato, subentrando all'86' a Fabrizio Miccoli. Pochi giorni dopo subisce un trauma contusivo distorsivo all'articolazione tibio-tarsica destra durante un allenamento. Chiude la stagione con un'ulteriore presenza, quella nella trasferta contro la Lazio persa per 2-0.
Il 24 giugno 2011 il Siena acquisisce dalla Juventus l'altra metà del cartellino: il giocatore così diventa interamente un giocatore della società toscana, nel frattempo promossa in Serie A.

#### Vicenza
Il 30 agosto 2011 l'attaccante, non rientrante nei piani tecnici del Siena, ritorna a giocare in serie cadetta, passando al L.R. Vicenza che acquisisce il cartellino in prestito con diritto di riscatto. Segna la prima rete con la nuova maglia in Vicenza-AlbinoLeffe (2-1) della 12ª giornata di campionato. nella stagione regolare segna 9 gol in 39 presenze, non sufficienti per permettere alla sua squadra la salvezza sul campo (in seguito è stata ripescata): nella gara di ritorno dei play-out contro l'Empoli una sua doppietta porta il Vicenza sul 2-0, salvo poi perdere per 3-2 dopo che sul 2-2 lo stesso Paolucci aveva sbagliato un calcio di rigore.

#### Di nuovo al Siena e il passaggio al Latina
Tornato nuovamente al Siena dove ritrova Serse Cosmi suo allenatore al Palermo, debutta nella stagione 2012-2013 il 19 agosto subentrando a Erjon Bogdani nella sfida di Coppa Italia vinta contro il L.R. Vicenza per 4-2. Nell'arco della stagione riesce a segnare 2 reti in 10 presenze rispettivamente contro Milan e Torino tuttavia senza riuscire a salvare la sua squadre che retrocede così in Serie B.
La stagione successiva inizia col piede giusto segnando 2 reti in Coppa Italia e ben 5 in 18 presenze in campionato prima di lasciare il club nel mercato di riparazione.
Il 28 gennaio 2014 passa a titolo definitivo al Latina, firmando un contratto fino al 2018. L'8 marzo 2014 segna la sua prima rete con la maglia del Latina nella partita contro il Brescia. A giugno 2015 dopo 30 presenze e 5 reti lascia i pontini rimanendo svincolato.

#### Periodo da svincolato e l'esperienza in Romania
Nel periodo da svincolato il 26 ottobre sostiene un provino di 3 settimane con la squadra ungherese dell'Honved allenata da Marco Rossi giocando anche un'amichevole contro i pari categoria del Videoton terminata 0-0 non convincendo gli addetti ai lavori. Così il 9 novembre con una nota ufficiale apparsa sul sito del club comunica che lo scarso impegno e la distanza economica da entrambe le parti non faranno dello stesso Paolucci un giocatore del club di Budapest. Il 23 dicembre 2015 firma un contratto fino al termine della stagione con il Petrolul Ploiești, militante nella massima serie rumena. Fa il suo esordio il 14 febbraio 2016 nella sfida persa per 3-0 contro il CSU Craiova, segnando una settimana dopo il rigore che accorcia le distanze nella sfida persa per 2-1 contro il Viitorul Constanța. In tutto mette insieme 12 presenze e 1 gol.

#### Esperienze in giro per il mondo
Il 17 luglio 2016 ritorna al Catania, in Lega Pro. Negli anni seguenti milita ancora nelle serie minori italiane, con le maglie di Ancona e Monopoli, quindi inizia un lungo peregrinare all'estero, dapprima a Malta e poi in Canada. L'11 settembre 2020 firma per il Manitoba, franchigia canadese militante nella USL League Two, il quarto livello del sistema calcistico nordamericano; l'anno seguente diventa anche dirigente del club di Winnipeg.

#### Ritorno tra i dilettanti e ritiro
Nella stagione 2022-2023 ritorna tra i dilettanti, accasandosi presso la Civitanovese, squadra della sua città. Esordisce il 19 ottobre 2022 in Coppa Italia Promozione, contro la Cluentina e siglando una rete. Esordisce in campionato il 23 ottobre 2023 contro il Matelica, mettendo a segno una doppietta. Il 6 giugno 2024 con uno lungo messaggio sui suoi profili social comunica ufficialmente la decisione di ritirarsi dal calcio dopo una carriera ventennale.

#### Direttore sportivo
Il 14 agosto 2024 viene scelto dalla Fermana in Serie D come nuovo direttore sportivo dei gialloblu. 

### Nazionale
Ha giocato nelle rappresentative giovanili italiane. Conta anche una presenza in Nazionale Under-21, con la quale ha esordito il 12 dicembre 2006 nella gara contro Lussemburgo.

## Statistiche

### Presenze e reti nei club
Statistiche aggiornate al 9 maggio 2023.
| Stagione        | Squadra           | Campionato      | Campionato | Campionato | Coppe nazionali | Coppe nazionali | Coppe nazionali | Coppe continentali | Coppe continentali | Coppe continentali | Altre coppe             | Altre coppe | Altre coppe | Totale | Totale |
| Stagione        | Squadra           | Comp            | Pres       | Reti       | Comp            | Pres            | Reti            | Comp               | Pres               | Reti               | Comp                    | Pres        | Reti        | Pres   | Reti   |
| --------------- | ----------------- | --------------- | ---------- | ---------- | --------------- | --------------- | --------------- | ------------------ | ------------------ | ------------------ | ----------------------- | ----------- | ----------- | ------ | ------ |
| 2006-2007       | Ascoli            | A               | 32         | 6          | CI              | 1               | 2               | -                  | -                  | -                  | -                       | -           | -           | 33     | 8      |
| 2007-gen. 2008  | Udinese           | A               | 2          | 0          | CI              | 4               | 2               | -                  | -                  | -                  | -                       | -           | -           | 6      | 2      |
| gen.-giu. 2008  | Atalanta          | A               | 9          | 0          | CI              | -               | -               | -                  | -                  | -                  | -                       | -           | -           | 9      | 0      |
| 2008-2009       | Catania           | A               | 26         | 7          | CI              | 1               | 2               | -                  | -                  | -                  | -                       | -           | -           | 27     | 9      |
| 2009-gen. 2010  | Siena             | A               | 10         | 2          | CI              | 1               | 0               | -                  | -                  | -                  | -                       | -           | -           | 11     | 2      |
| gen.-giu. 2010  | Juventus          | A               | 4          | 0          | CI              | 1               | 0               | UEL                | 0                  | 0                  | -                       | -           | -           | 5      | 0      |
| 2010-gen. 2011  | Siena             | B               | 1          | 0          | CI              | 0               | 0               | -                  | -                  | -                  | -                       | -           | -           | 1      | 0      |
| gen.-giu. 2011  | Palermo           | A               | 2          | 0          | CI              | 0               | 0               | UEL                | -                  | -                  | -                       | -           | -           | 2      | 0      |
| 2011-2012       | L.R. Vicenza      | B               | 39+2       | 9+2        | CI              | -               | -               | -                  | -                  | -                  | -                       | -           | -           | 41     | 11     |
| 2012-2013       | Siena             | A               | 10         | 2          | CI              | 1               | 0               | -                  | -                  | -                  | -                       | -           | -           | 11     | 2      |
| 2013-gen. 2014  | Siena             | B               | 18         | 5          | CI              | 5               | 2               | -                  | -                  | -                  | -                       | -           | -           | 23     | 7      |
| Totale Siena    | Totale Siena      | Totale Siena    | 39         | 9          |                 | 7               | 2               |                    |                    |                    |                         |             |             | 46     | 11     |
| gen.-giu. 2014  | Latina            | B               | 17         | 3          | CI              | -               | -               | -                  | -                  | -                  | -                       | -           | -           | 17     | 3      |
| 2014-2015       | Latina            | B               | 22         | 2          | CI              | 2               | 0               | -                  | -                  | -                  | -                       | -           | -           | 24     | 2      |
| Totale Latina   | Totale Latina     | Totale Latina   | 39         | 5          |                 | 2               | 0               |                    |                    |                    |                         |             |             | 41     | 5      |
| gen.-giu. 2016  | Petrolul Ploiești | Liga I          | 3+9        | 1+0        | CR+CdL          | -               | -               | -                  | -                  | -                  | -                       | -           | -           | 12     | 1      |
| 2016-gen. 2017  | Catania           | LP              | 18         | 3          | CI-LP           | 2               | 2               | -                  | -                  | -                  | -                       | -           | -           | 20     | 5      |
| Totale Catania  | Totale Catania    | Totale Catania  | 44         | 10         |                 | 3               | 4               |                    |                    |                    |                         |             |             | 47     | 14     |
| gen.-giu. 2017  | Ancona            | LP              | 14         | 4          | CI+CI-LP        | 0+2             | 0               | -                  | -                  | -                  | -                       | -           | -           | 16     | 4      |
| 2017-gen. 2018  | Monopoli          | C               | 14         | 3          | CI-C            | 1               | 1               | -                  | -                  | -                  | -                       | -           | -           | 15     | 4      |
| gen.-giu. 2018  | Floriana          | PL              | 4          | 1          | CM              | -               | -               | UEL                | -                  | -                  | SM                      | -           | -           | 4      | 1      |
| 2018-2019       | Tarxien Rainbows  | PL              | 20         | 7          | CM              | 3               | 4               | -                  | -                  | -                  | -                       | -           | -           | 23     | 11     |
| 2019            | Valour            | CPL             | 15         | 3          | -               | -               | -               | -                  | -                  | -                  | -                       | -           | -           | 15     | 3      |
| 2022-2024       | Civitanovese      | Promozione      | 8          | 11         | -               | -               | -               | -                  | -                  | -                  | Coppa Italia Promozione | 2           | 2           |        |        |
| Totale carriera | Totale carriera   | Totale carriera | 268+11     | 68+2       |                 | 22              | 12              |                    | 0                  | 0                  |                         | 3           | 3           | 302    | 83     |

## Palmarès

### Club

#### Competizioni giovanili
- Campionato Primavera: 1

Juventus: 2005-2006
- Torneo di Viareggio: 1

Juventus: 2005
- Supercoppa Primavera: 1

Juventus: 2006

#### Competizioni regionali
- Eccellenza: 1

Civitanovese: 2023-2024
- Promozione: 1

Civitanovese: 2022-2023 (girone B)